# F 7 (sous-marin)
Pour les articles homonymes, voir F7.
Le F 7 est un sous-marin italien de la classe F, lancé pendant la Première Guerre mondiale et en service dans la Regia Marina.

## Caractéristiques
La classe F déplaçait 260 tonnes en surface et 320 tonnes en immersion. Les sous-marins mesuraient 46,63 mètres de long, avaient une largeur de 4,22 mètres et un tirant d'eau de 2,62 mètres. Ils avaient une profondeur de plongée opérationnelle de 40 mètres. Leur équipage comptait 2 officiers et 24 sous-officiers et marins.
Pour la navigation de surface, les sous-marins étaient propulsés par deux moteurs diesel FIAT de 325 chevaux-vapeur (cv) (239 kW) chacun entraînant deux arbres d'hélices. En immersion, chaque hélice était entraînée par un moteur électrique Savigliano de 250 chevaux-vapeur (184 kW). Ils pouvaient atteindre 12,3 nœuds (22,8 km/h) en surface et 8 nœuds (14,8 km/h) sous l'eau. En surface, la classe F avait une autonomie de 1 200 milles nautiques (2 222 km) à 9,3 noeuds (17,22 km/h); en immersion, elle avait une autonomie de 139 milles nautiques (257 km) à 1,5 noeuds (2,77 km/h).
Les sous-marins étaient armés de 2 tubes lance-torpilles à l'avant (proue) de 45 centimètres, pour lesquels ils transportaient un total de 4 torpilles. Sur le pont arrière se trouvait 1 canon antiaérien Armstrong de 76/30 mm pour l'attaque en surface. Ils étaient également équipés d'une mitrailleuse Colt de 6,5 mm.

## Construction et mise en service
Le F 7 est construit par le chantier naval FIAT-San Giorgio de La Spezia en Italie, et mis sur cale le 1er juillet 1915. Il est lancé le 23 décembre 1916 et est achevé et mis en service le 19 mars 1917. Il est commissionné le même jour dans la Regia Marina.

## Historique
Une fois opérationnel, le F 7 est stationné à Brindisi,.
À partir de janvier 1918, il est basé à Venise ou à Porto Corsini,. Il est employé en fonction offensive sur les routes adverses dans le nord de l'Adriatique,.
Le 12 février 1918, au large du rocher de Guizza, il coule le petit navire à vapeur Pelagosa (245 tonneaux de jauge brute ou tjb), une petite unité auxiliaire de la Marine austro-hongroise (en allemand : kaiserliche und königliche Kriegsmarine ou k.u.k. Kriegsmarine),,.
Le 11 août 1918, à 9h45, le F 7 attaque le navire de transport de troupes austro-hongrois Euterpe (2 270 tjb), qui navigue, avec un millier de soldats à bord, au large de l'île de Pag et à trois milles au nord de Novalja. Touché par deux torpilles, le Euterpe coule en emportant avec lui 555 hommes,,,,.
Le 29 août de la même année, il attaque avec ses torpilles d'abord un sous-marin, au large de Punta Mika, puis un transport: les deux cibles sont manquées, car les torpilles sont défectueuses,.
Il est envoyé dans la région de Passo delle Sette Bocche (Dalmatie) pour détecter les champs de mines ennemis,.
Il a tenté de torpiller un navire à vapeur à environ trois milles au large de l'île de Scarda, mais un dysfonctionnement de la torpille a empêché le succès,.
Après la Première Guerre mondiale, il reste basé à Venise jusqu'en avril 1919,.
De 1919 à 1923, il est basé à Naples, tandis qu'en octobre 1925, il est transféré à Tarente (appartenant à la Division sous-marine),.
Il a participé à divers exercices d'attaque et de lancement de torpilles jusqu'en 1929, puis il est mis hors service et radié le 1er février 1929. Il est ensuite mis au rebut.